# Claudia Presecan
Claudia Presecan född den 28 december 1979 i Sibiu, Rumänien, är en rumänsk gymnast.
Hon tog OS-guld i lagmångkampen i samband med de olympiska gymnastiktävlingarna 2000 i Sydney.